# Spencer Barefield
A. Spencer Barefield (* 27. Mai 1953 in Detroit) ist ein amerikanischer Jazzmusiker (Gitarre, Komposition). Sein Hauptinstrument ist eine akustische Gitarre mit sechs zusätzlichen, viel kürzeren Saiten, die diagonal unter den anderen über dem Schallloch verlaufen; weiter spielt er auch eine modifizierte 12-saitige Gitarre, eine afrikanische Harfe und Klavier.

## Leben und Wirken
Barefields Vater war Pianist und Geiger, und seine Mutter spielte Klavier. Er brach sein Medizinstudium ab, um Musiker zu werden, und trat zunächst mit Anthony Braxton, Leroy Jenkins und dem New Chamber Jazz Quintet auf.
1978 gründete Barefield in Detroit das Creative Arts Collective, das mehrere Jahrzehnte lang eine Plattform für den Creative Jazz seiner Geburtsstadt darstellte. 1980 wurde er Mitglied von Roscoe Mitchells Sound Ensemble (später Sound and Space Ensemble), mit dem er international tourte. Mit dem Bläser Anthony Holland und Tani Tabbal bildete er ein kollaboratives Trio (Transdimensional Space Window), das 1984 bei den Nickelsdorfer Konfrontationen auftrat und auch für Sound Aspects aufnahm. Als Leiter eines weiteren Trios mit Oliver Lake und Andrew Cyrille präsentierte er sich 1989 bei den Leverkusener Jazztagen (Mitschnitt bei Sound Aspects). Im folgenden Jahr trat er mit dem Trio in Detroit auf und bildete ein Duo mit Lake. 1990 veröffentlichte er zudem sein Debütalbum Xenogenesis 2000 (mit James Carter), dem 1998 das Album Live-Detroit  und 2004 Soul Steppin’ Through the Fabulous Ruins folgten. 1995 ging er mit Lester Bowie auf Europatournee, anschließend wieder mit Roscoe Mitchell. Auch trat er als unbegleiteter Solist auf. 2012 trug er zu dem Album Detroit Jazz City (Blue Note Records) bei. Er ist auch auf Aufnahmen von Stephen Rush und Sun Ra (Beyond the Purple Star Zone) zu hören.
Nachdem Barefield Mitte der 1970er Jahre an Mitchells Creative Arts Collective in East Lansing, Michigan, teilgenommen hatte, gründete er 1978 in Detroit eine Zweigstelle des Creative Arts Collective, die er leitete und für die er jährliche Konzerte im Detroit Institute of Arts organisierte (bis die Finanzierung um 1992 eingestellt wurde). Dort entstandene Aufnahmen eines weiteren Trios mit Tabbal und Douglas Ewart (Beneath Detroit, erschienen 2010).
Barefield hat im Center for Creative Studies in Detroit unterrichtet; er war Lehrbeauftragter an der University of Michigan in Ann Arbor.

## Preise und Auszeichnungen
Barefields Konzertreihe als Direktor des Creative Arts Collective/Creative Music am Detroit Institute of Arts wurde mit dem Governor’s Arts Award ausgezeichnet. 2010 erhielt er die Kresge Artist Fellowship. Tyshawn Sorey widmete ihm seine Komposition For Bill Dixon and A. Spencer Barefield.

## Lexikalischer Eintrag
- Gary W. Kennedy: Barefield, (A.) Spencer (III). In: Barry Kernfeld (Hrsg.) The New Grove Dictionary of Jazz.